# 仮性結核菌
仮性結核菌または偽結核菌（学名:Yersinia pseudotuberculosis、エルシニア・シュードツベルクローシス）は、グラム陰性の通性嫌気性桿菌の一種である。ペスト菌と同じくエルシニア属に含まれ、エルシニア感染症の一種である仮性結核（偽結核）の病原体となる。